# Norvège aux Jeux olympiques d'hiver de 1992
Cet article contient des informations sur la participation et les résultats de la Norvège aux Jeux olympiques d'hiver de 1992 à Albertville en France.
L'équipe de Norvège olympique a remporté 20 médailles (9 en or, 6 en argent et 5 en bronze) lors de ces Jeux olympiques d'hiver de 1992 à Albertville, se situant à la 3e place des nations au tableau des médailles.
Le porte-drapeau norvégien de la délégation norvégienne était la biathlète Eirik Kvalfoss.

## Liste des médaillés norvégiens
| Médaille | Nom                                                                | Discipline          | Épreuve                         |
| -------- | ------------------------------------------------------------------ | ------------------- | ------------------------------- |
| Or       | Geir Karlstad                                                      | Patinage de vitesse | 5 000 mètres hommes             |
| Or       | Johann Olav Koss                                                   | Patinage de vitesse | 1 500 mètres hommes             |
| Or       | Kjetil André Aamodt                                                | Ski alpin           | Super-G hommes                  |
| Or       | Finn Christian Jagge                                               | Ski alpin           | Slalom hommes                   |
| Or       | Bjørn Dæhlie                                                       | Ski de fond         | Poursuite 15 kilomètres hommes  |
| Or       | Bjørn Dæhlie                                                       | Ski de fond         | 50 kilomètres hommes            |
| Or       | Vegard Ulvang                                                      | Ski de fond         | 10 kilomètres hommes            |
| Or       | Vegard Ulvang                                                      | Ski de fond         | 30 kilomètres hommes            |
| Or       | Terje Langli Vegard Ulvang Kristen Skjeldal Bjørn Dæhlie           | Ski de fond         | Relais hommes 4 × 10 kilomètres |
| Argent   | Knut Tore Apeland Trond Einar Elden Fred Børre Lundberg            | Combiné nordique    | Compétition par équipes hommes  |
| Argent   | Johann Olav Koss                                                   | Patinage de vitesse | 10 000 mètres hommes            |
| Argent   | Ådne Søndrål                                                       | Patinage de vitesse | 1 500 mètres hommes             |
| Argent   | Bjørn Dæhlie                                                       | Ski de fond         | 30 kilomètres hommes            |
| Argent   | Vegard Ulvang                                                      | Ski de fond         | Poursuite 15 kilomètres hommes  |
| Argent   | Trude Dybendahl Inger Helene Nybråten Solveig Pedersen Elin Nilsen | Ski de fond         | Relais femmes 4 × 5 kilomètres  |
| Bronze   | Geir Karlstad                                                      | Patinage de vitesse | 10 000 mètres hommes            |
| Bronze   | Stine Lise Hattestad                                               | Ski acrobatique     | Bosses hommes                   |
| Bronze   | Kjetil André Aamodt                                                | Ski alpin           | Slalom géant hommes             |
| Bronze   | Jan Einar Thorsen                                                  | Ski alpin           | Super-G hommes                  |
| Bronze   | Terje Langli                                                       | Ski de fond         | 30 kilomètres hommes            |